# Čadca
Čadca (allemand : Tschadsa, hongrois : Csáca, polonais : Czadca) est une ville de la région de Žilina au nord de la Slovaquie. Sa population est de 26 000 habitants.
La ville est proche des frontières avec la Pologne et la République tchèque. Elle est située à 30 km de Žilina sur la rivière Kysuca.

## Histoire
La plus ancienne mention de Čadca remonte à 1565 sous le nom de Tzaczcka.
En 1990, la ville a reçu la visite de Mère Teresa.

## Démographie

### Évolution de la population
| Année:               | 1994.  | 2004.   | 2014.   | 2024.   |
| -------------------- | ------ | ------- | ------- | ------- |
| Nombre de personnes: | 26 359 | 26 269  | 24 670  | 22 307  |
| Différence:          |        | -0,34 % | -6,08 % | -9,57 % |

| Année:               | 2023.  | 2024.   |
| -------------------- | ------ | ------- |
| Nombre de personnes: | 22 580 | 22 307  |
| Différence:          |        | -1,20 % |

## Villes Jumelles
- Valašské Meziříčí, République tchèque
- Toruń, Pologne
- Żywiec, Pologne